# 富岡美沙子
富岡美沙子（日语：／ Tomioka Misako，8月13日—），日本女性配音員。出身於高知縣。Across Entertainment所屬。身高156cm。O型血

## 人物
富岡美沙子從高知縣的高中畢業後，進入青二塾東京校，並以第28期畢業。2008年4月到2011年12月31日，隸屬於青二Production（Jr.）。經過6個月的自由身後，2012年7月1日起加入Across Entertainment（預留）。
興趣：去看現場表演、指甲彩繪、聽音樂、看電影、閱讀。

## 演出
粗體字表示主要角色。

### 電視動畫
2008年
- 虎子（同學D）
- 洋葱和尚朝太郎（日语：ねぎぼうずのあさたろう）（男孩子、女中、店員、女孩 等）

2009年
- 動物偵探奇魯米（熊井戶沙也加、露卡、女性、年輕女性）
- 怪談餐館（2009年—2010年，早瀨、井上智子、女孩子）
- 川之光（幼鼠）
- ONE PIECE（少女、女戰士、女孩）

2010年
- 吐司咪咪（日语：食パンミミー）（小番茄）

2012年
- 櫻花莊的寵物女孩（女子B）
- BRAVE10（女僕長）

2013年
- 義風堂堂!! 兼續和慶次（嬰兒）
- 佛朗明哥武士（女子A）

2014年
- Aikatsu！偶像活動！（2014年—2016年，姬里瑪莉亞[10]、內田朱里、幽木靈華、女主播、女學生 等）
- 鋼彈創戰者TRY（校內廣播）
- 星刻龍騎士（女學生）
- 流浪神差（2014年—2015年，學生E、天守三役奧司）2系列[系列 1]
- 女神異聞錄4 黃金版 ANIMATION（清楚的女性）
- 魔法少女大戰（尊達、八雲陽那、女中學生C、女孩子）
- LoveLive！（廣播社社員B）
- 決鬥大師系列（2014年—2022年，有栖川艾莉絲、海倫、福雷弗雷·皮皮、特庫、特騰特、桃的媽媽 等）7系列[系列 2]

2015年
- 攻殼機動隊 ARISE ALTERNATIVE ARCHITECTURE（操作子A）
- Baby Steps ～網球優等生～（裁判、難波江〈少年時期〉、麻里）

2016年
- 學園帥哥（客、廣播、不認識的女性、小孩1）
- 超能旺達（Garmin、Dorirumin、Lekomin、Shugamin、Mapmin兄 等）
- Schwarzesmarken（操作員）
- 雙星之陰陽師（胡花、柴島奏、三木閉光、柏原遙[11]、音海紫 等）
- 排球少年!! Second Season（茜）

2017年
- 學園少女突襲者 Animation Channel（不知火葉月[12]）
- 飆速宅男 NEW GENERATION（女學生）
- ACCA13區監察課（拉露絲）
- 100%帕斯卡老師（千佳[13]）
- 境界之輪迴（家由美）
- 戰鬥陀螺Burst God（亞瑟·勞倫斯）
- 干物妹！小埋R（田邊）
- 鬼燈的冷徹（2017年—2018年，姐姐、桃羅流、天使朱色、甜瓜）2系列[系列 3]

2018年
- 沒有心跳的少女 BEATLESS（紅霞[14]、量產型紅霞）2系列[系列 4]
- 黑色五葉草（2018年—2020年，學生、瑪爾可、多米南特·戈多[15]）
- 偶像活動Friends！（2018年—2019年，井上色葉、海老原菜子、偶像、客、中等部1年級生 等）2系列[系列 5]

2019年
- 鬼滅之刃（時江[16]）
- 一拳超人（眼力鬼、女性職員）
- 偶像活動 on Parade！（2019年—2020年，學生、觀眾、小孩、姬里瑪莉亞、海老原奈子 等）

2020年
- 異種族風俗娘評鑑指南（盧克絲）
- 哆啦A夢 (水田山葵版)（女孩子）
- 池袋西口公園（一志）

2021年
- 偶像學園Planet！（觀眾、參加者）
- 聖女魔力無所不能（女子）
- 群馬寶寶（阿連特茹A、宇宙阿連特茹）

2022年
- 戀上換裝娃娃（五條美織、旁白）
- SLOW LOOP -女孩的釣魚慢活-（山崎[17]）

2023年
- Go！Go！Vehicle Zoo（日语：ゴー!ゴー!びーくるずー）（咪咪[18]、熊老師、鼴）
- 殭屍100 ～在成為殭屍前要做的100件事～（胡桃）
- 雖然等級只有1級但固有技能是最強的（男孩子）

2024年
- 亂馬½ (2024年版)（紀子）

2025年
- 戀上換裝娃娃 Season 2（旁白、九星波的Cosplayer）

### 電影動畫
2009年
- 佛陀再誕 -The REBIRTH of BUDDHA（日语：仏陀再誕#アニメ映画）
- ONE PIECE FILM 強者天下

2014年
- 劇場版 Aikatsu！偶像活動！（姬里瑪莉亞[19]）
- 劇場版 GOGO佑都（日语：ゆうとくんがいく）（卡門[20]）

2016年
- 劇場版 Aikatsu！偶像活動！ ～被盯上的魔法偶活卡～（姬里瑪莉亞）

2017年
- 午睡公主 ～不為人知的故事～（智子）
- 劇場版 妖怪手錶：光影之卷 鬼王的復活（男孩子）

2023年
- 劇場版 Collar×Malice -deep cover-（日语：Collar×Malice#劇場アニメ） 前後篇[系列 6]

### OVA
- 吐司咪咪 新鮮出爐篇（日语：食パンミミー）（2011年，小番茄[21]）
- 穿透幻影的太陽（2013年，少女A）

### 網路動畫
- 偶像活動 on Parade！Dream Story（2020年，姬里瑪莉亞[22]）
- 攻殼機動隊：SAC_2045（2020年，無面人）
- 花園裡的吸血鬼（2022年，帕梅拉）

### 遊戲
2008年
- Sanatorium Sanctum ～Sanasana～ 致海浪之外的你（比奈·梵登布羅克）

2011年
- 機動戰士鋼彈 Online（女駕駛員1）
- 超級戰隊大戰 群雄雲集（日语：スーパー戦隊バトル レンジャークロス）（護星粉、轟音黃）
- 世界傳奇 光明神話3（日语：テイルズ オブ ザ ワールド レディアント マイソロジー3）（英雄聲音）

2013年
- Aikatsu！偶像活動！2人的my princess（姬里瑪莉亞）
- CONCEPTIONII 七星的引導與瑪祖爾的惡夢（日语：CONCEPTIONII 七星の導きとマズルの悪夢）（莎莎美）
- 幻獸姬 怪物公主（宙斯、乙姬）
- 忍者夢魘（初芽）
- 青春公主（萩原千奈美）
- 緹利亞傳說（鈴音、尼克）
- 伊絲塔莉亞傳說（維內斯）
- Devil Maker Tokyo（納塔夏）
- 必殺工作人 ～懲罰精選～（日语：必殺仕事人）（弓野佳織）
- 百年戰記（日语：百年戦記 ユーロ・ヒストリア）（珍妮 等）
- 魔法少女大戰 Lock On！（魔法少女麻里菜）
- 明治東京戀伽（妙子）

2014年
- Aikatsu！偶像活動！（姬里瑪莉亞）（街機遊戲，從2014系列第3彈開始）
- Aikatsu！偶像學園偶像生活365天（姬里瑪莉亞）
- 學園少女突襲者（不知火葉月[23]）
- 花舞少女 夜來舞Live！（四季[24]
- 不可思議的幻想鄉3（閒角河童A）
- 魔法少女大戰 ZANBATSU（伊奘諾大王[25]）

2015年
- Aikatsu！偶像活動！My No.1 Stage！（姬里瑪莉亞）
- 偶像事變（清遠乙女[26]）
- 克魯賽德戰記（巧克拉[27]）
- 不可思議的幻想鄉 -THE TOWER OF DESIRE-（閒角河童A）

2016年
- Aikatsu！偶像活動！Photo on stage!!（姬里瑪莉亞）
- 問答RPG 魔法使與黑貓維茲（2016年—2018年，Almond Peak[28]、赫米奧·錢寧[29]）
- 白貓Project（Almond Peak[30]）
- 政劍Manifestia（日语：政剣マニフェスティア）（米歇爾·陸奧）
- 為了誰的鍊金術師（美莉亞）
- 來組樂團吧！（日语：バンドやろうぜ!）

2017年
- 學園少女突襲者 ～光輝旋律～（不知火葉月）
- 加速世界VS刀劍神域 千年的黃昏[31]
- 戰鬥陀螺Burst God（亞瑟·勞倫斯）
- 黑色五葉草 Grimir Battle（多米南特·戈多）

2018年
- 殺戮魅影（皮薩爾·D.plug·薩麥爾）

2019年
- 不可思議的幻想鄉 -蓮之迷宮-（摩多羅隱岐奈 等[32]）
- 怪物彈珠（2019年—2024年，哥拉巴[33]、花蜜[34]）

2020年
- 繪師神之絆（基基莫拉）

2024年
- 不可思議的幻想鄉 -FORESIGHT-（摩多羅隱岐奈[35]）

### 廣播劇CD
2009年
- 最後大魔王 Vol.1（女學生）
- “續”淑女女養成CD ～管家會教妳禮儀～（瑪麗）

2010年
- 動物偵探奇魯米 什錦CD（1）（學生C）
- 動物偵探奇魯米 什錦CD（2）（公司社員）

2012年
- 漫畫心療系（來路不明的女孩、店員）[注 1]

2013年
- 2.5次元劇場 （岡宮里子）[注 2]

2018年
- 學園少女突襲者 ～Twinkle Melodies～ Melody Collection 有聲劇（不知火葉月）
- 電視動畫／Data Carddass《Aikatsu！偶像活動！》&《偶像學園STARS！》特別廣播劇CD（姬里瑪莉亞）

### 外語配音

#### 電影
- 末日哲學家（英语：After the Dark）（烏塔米）
- 吸血鬼學院（娜塔莉·達什科夫）

#### 動畫
- 冒牌喵星人（英语：Counterfeit Cat）（弗雷格）
- 歡樂果果國（英语：Jelly Jamm）（米娜）

### 廣播節目
- （大阪電台，第1回：2011年8月5日、第5回 等）

### 廣播劇
- 青山二丁目劇場（日语：青山二丁目劇場）（文化放送）
  - 山中之神（今野靜香）（2010年5月28日[37]）
  - Last Interview（宮澤遙）（2010年6月21日）
  - 三丁目的夕陽 ～冬季篇～ 牡丹雪（女孩子）（2011年2月14日）
- NISSAN 啊！安部禮司 ～BEYOND THE AVERAGE（日语：NISSAN あ、安部礼司〜BEYOND THE AVERAGE） 第377回「喂！安部禮司！飯野真的還沒有認真起來嗎!?」（獅子唐純）（TOKYO FM等37家，2013年6月30日）
- MAGICARTS（關西電台）[38]
  - 藝術祭篇（流程按鈕）（2021年1月2日—3月27日）
  - season3宿敵篇（流程按鈕）（2022年1月1日—）

### 有聲漫畫
- J:COM（日语：JCOM）隨選、VIDEO PASS 有聲漫畫 白晝的流星（2014年，與謝野雀[39]）
- J:COM隨選、VIDEO PASS 有聲漫畫 圍繞千歲的愛（日语：ちとせetc.）（2014年，金城千歲[39]）
- J:COM隨選、VIDEO PASS 有聲漫畫 我的初戀男友（2014年，千尋[39]）

### 電視節目
- 超級跳繩耐力選手權（旁白）（JCN MY TV（日语：ジェイコム多摩）、JCN八王子（日语：ジェイコム八王子）、JCN武藏野三鷹（日语：ジェイコム武蔵野三鷹）、JCN中野（日语：ジェイコム中野））
- （露面演出）（富士電視台，2010年10月4日）[40]
- SUPER SURPRISE（日语：SUPER SURPRISE） 角色旁白（日本電視台，2010年1月15日—3月12日）
- NEGO任務 ～尋找東京與山陰之間的連結～（飾 因幡的白兔）（山陰中央電視台（島根、鳥取地區），2012年12月31日）
- MAG.NET（日语：MAG・ネット）Returns SP 真夏復活祭！in 秋葉原（旁白）（NHK綜合，2013年8月19日）

### 旁白
- 直到世界的盡頭 ItteQ！（日本電視台系列）
- 不可思議偵探團（日语：不可思議偵探團）（日本電視台系列）
- 魔女們的22點（日语：魔女たちの22時）（日本電視台系列）
- 涙點？我總是為此哭泣!?（ABC、朝日電視台系列）
- 大塚愛 中學生的贈禮“愛”的歌曲（NHK綜合，2010年10月2日）

### 電視廣告
- 株式會社RecoChoku「RecoChoku」（旁白）
- 玉川衛材（日语：玉川衛材）株式會社「Fitty」口罩（たまくまちゃん）

### 網路電視
- 2.5次元TV（日语：2.5次元てれび）（TV子〈暫〉、旁白、露面演出）（第4回：2012年8月9日—第37回（最終回）：2013年12月26日）
- 2.5次元OUT（日语：2.5次元てれび#関連番組）（TV子〈暫〉、旁白、露面演出）（第1回：2013年2月7日—第25回（最終回）：12月19日）
- 這裡是娘島高等學校廣播社（榎本奏）（第1回：2014年3月24日—）[41]

### 宣傳DVD
- 東京都議會「都議會與我們—讓我們來認識霍普博士吧！」（多利）（2010年）[42]

### 朗讀劇
- Voice Heart 第3回公演 朗讀劇（2011年2月6日，白天和晚上2場公演，【地點】放送表現教育中心）[43]
- Voice Heart 第4回公演 朗讀劇（2011年9月4日，白天和晚上2場公演，【地點】放送表現教育中心）[44]

### LIVE
- （2012年4月30日，【地點】涉谷O-Crest）
- （2012年4月30日，【地點】涉谷Womb（日语：WOMB））

　＊與配音員笠井瑠美一起作為「Chocolate Classic」的組合之一出現在兩場演出中。

### 模特兒
- 2009年5月號、2009年11月號，伴侶（露面演出）
- COSMIC FORGE［著］，拓［插圖、漫畫］，WANI BOOKS（日语：ワニブックス），2013年3月 ISBN 978-4-8470-9145-2（手部模特兒）
- COSMIC FORGE［著］，［插圖］，《Happy Pillow》，COSMIC FORGE，2013年8月（露面演出）

### 其它
- 聲優閒談

## 音樂作品

### 角色歌曲
| 發行日期 | 商品名稱                                            | 歌 | 樂曲                   | 備註                                        |
| 2018年   | 2018年                                              | 2018年 | 2018年                 | 2018年                                      |
| -------- | --------------------------------------------------- | --- | ---------------------- | ------------------------------------------- |
| 1月24日  | 學園少女突襲者 ～光輝旋律～ Melody Collection       | Coconut Vega | 「」                   | 遊戲《學園少女突襲者 ～光輝旋律～》相關歌曲 |
| 1月31日  | YOU ARE THE WINNER                                  | Premium Peak | 「YOU ARE THE WINNER」 | 遊戲《白貓網球》相關歌曲                    |
| 8月17日  | 學園少女突襲者 ～光輝旋律～ Melody Collection Vol.2 | Coconut Vega | 「Mystic Girl」        | 遊戲《學園少女突襲者 ～光輝旋律～》相關歌曲 |
| 8月17日  | 學園少女突襲者 ～光輝旋律～ Melody Collection Vol.2 | 桐原香澄（宮崎珠子）、不知火葉月（富岡美沙子）                                                                         | 「Make A Wish」        | 遊戲《學園少女突襲者 ～光輝旋律～》相關歌曲 |
| 8月17日  | 學園少女突襲者 ～光輝旋律～ Melody Collection Vol.2 | 篠宮明佳里（富永美杜）、美山椿芽（石原夏織）、杏橋天音（伊瀨茉莉也）、不知火葉月（富岡美沙子）、緋之宮二穗（木戶衣吹） | 「私」                 | 遊戲《學園少女突襲者 ～光輝旋律～》相關歌曲 |

## 腳註

## 外部連結
- 富岡美沙子｜Across Entertainment （日語）
- （日語）—富岡美沙子的官方個人部落格（2014年3月1日起）。
- GO GIRL （日語）—（舊）富岡美沙子的官方個人部落格（更新至2014年3月1日）。
- 富岡美沙子的X（前Twitter） （日語）
- 富岡美沙子的Instagram帳戶 （日語）